# Ráncos tejelőgomba
A ráncos tejelőgomba (Lactarius lignyotus) a galambgombafélék családjába tartozó, Eurázsiában és Észak-Amerikában elterjedt, fenyvesekben élő, ehető gombafaj. 

## Megjelenése
A ráncos tejelőgomba kalapja 2-10 cm széles, alakja fiatalon kúpos vagy domború, idősen laposan kiterül vagy sekélyen bemélyedő lesz; közepén kis púp lehet. Felszíne száraz, finoman molyhos, gyakran sugarasan ráncos-gyűrött. Széle fiatalon begöngyölt. Színe eleinte majdnem fekete, később sötétbarna vagy barna. 
Húsa rugalmas, színe fehér; sérülésre lassan rózsaszínesre változik (de a változás néha nagyon gyenge vagy lassú lehet). Íze enyhe, fűszeres; szaga nem jellegzetes.
Közepesen sűrű lemezei tönkhöz nőttek vagy tönkre érszerűen lefutók; az ér tönkszínű. Színük fiatalon fehér, később halvány krémszínű; idősen rózsaszínes árnyalatú lehet.
Tönkje 4-12 cm magas és max. 1,5 cm vastag. Alakja vaskos, nagyjából egyenletesen hengeres, sokszor görbe. Felülete hosszanti ráncos, bársonyos. Színe a kalapéhoz hasonló, töve fehéres.
Spórapora krémszínű vagy világosokker. Spórája közel gömb alakú, magas tüskékkel díszített, köztük a kiemelkedések részleges hálózatot alkotnak; mérete 8-10 µm.

### Hasonló fajok
A fekete tejelőgomba és a vörösödőhúsú tejelőgomba hasonlít hozzá.  

## Elterjedése és termőhelye
Eurázsiában és Észak-Amerikában honos. 
Savanyú talajú fenyvesekben él, luccal és jegenyefenyővel alkot gyökérkapcsoltságot. Augusztustól októberig terem. 
Ehető, de ha Magyarországon megtalálnánk, hagyjuk termőhelyén!  

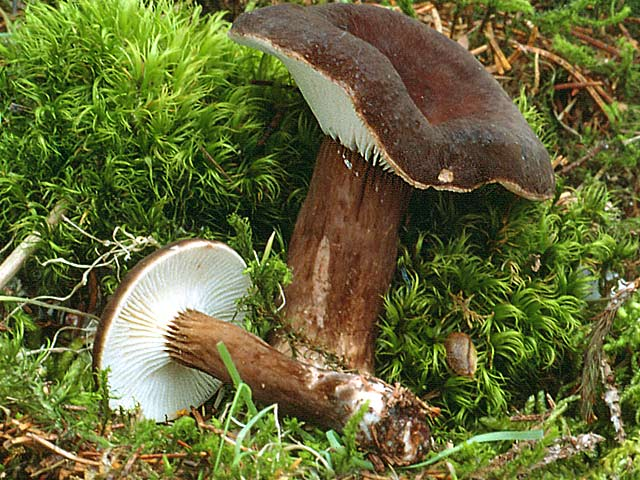
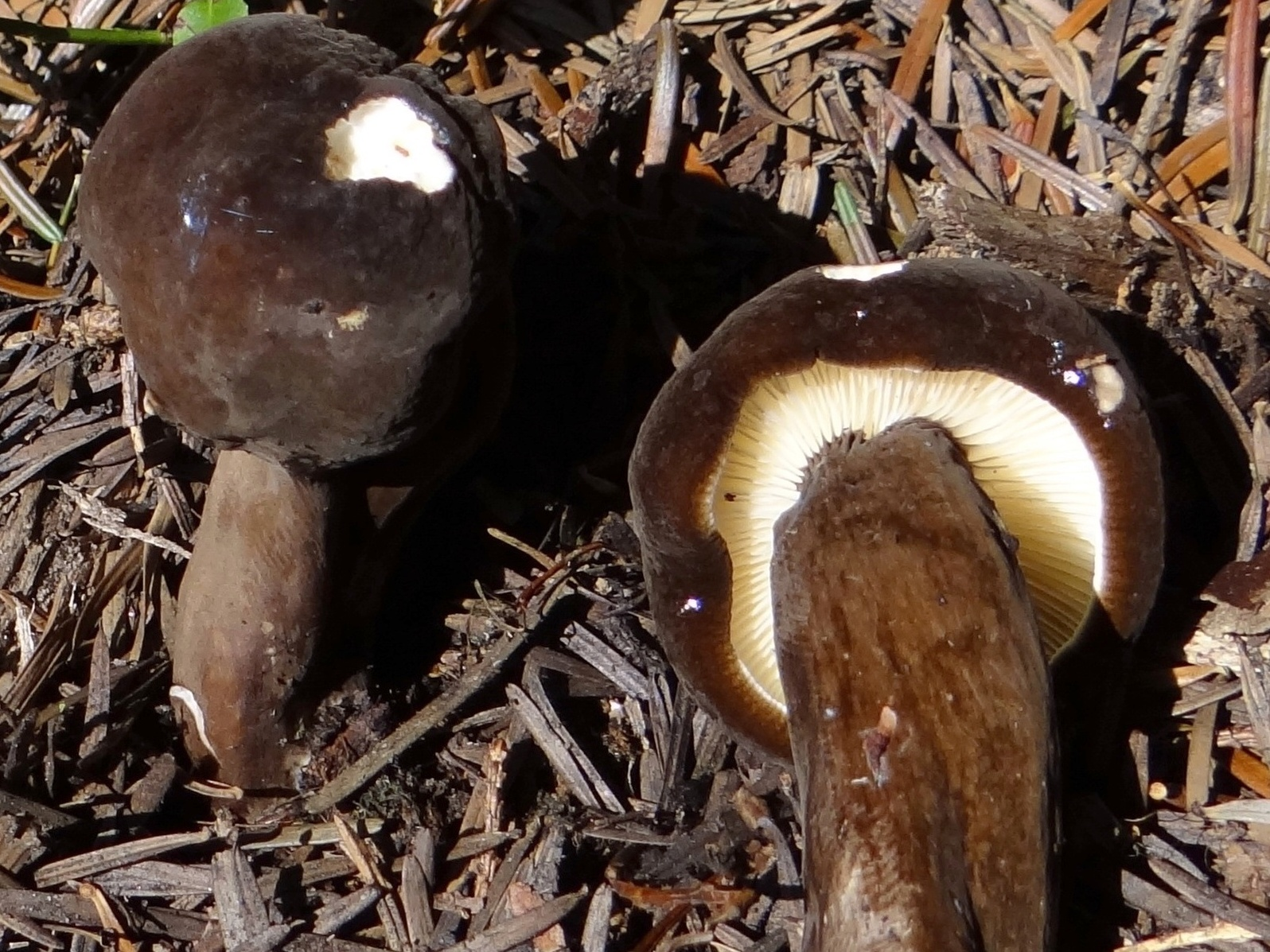
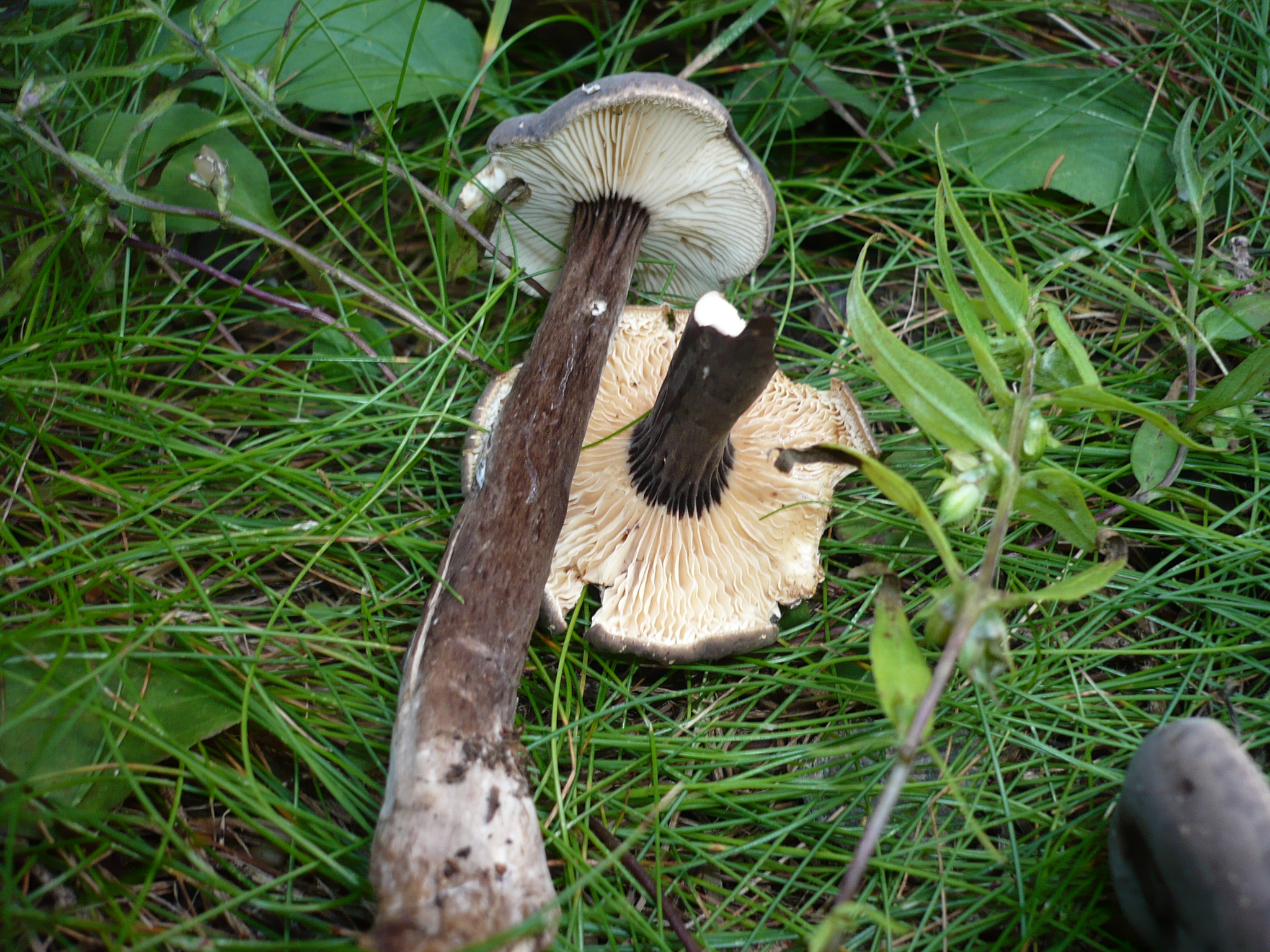
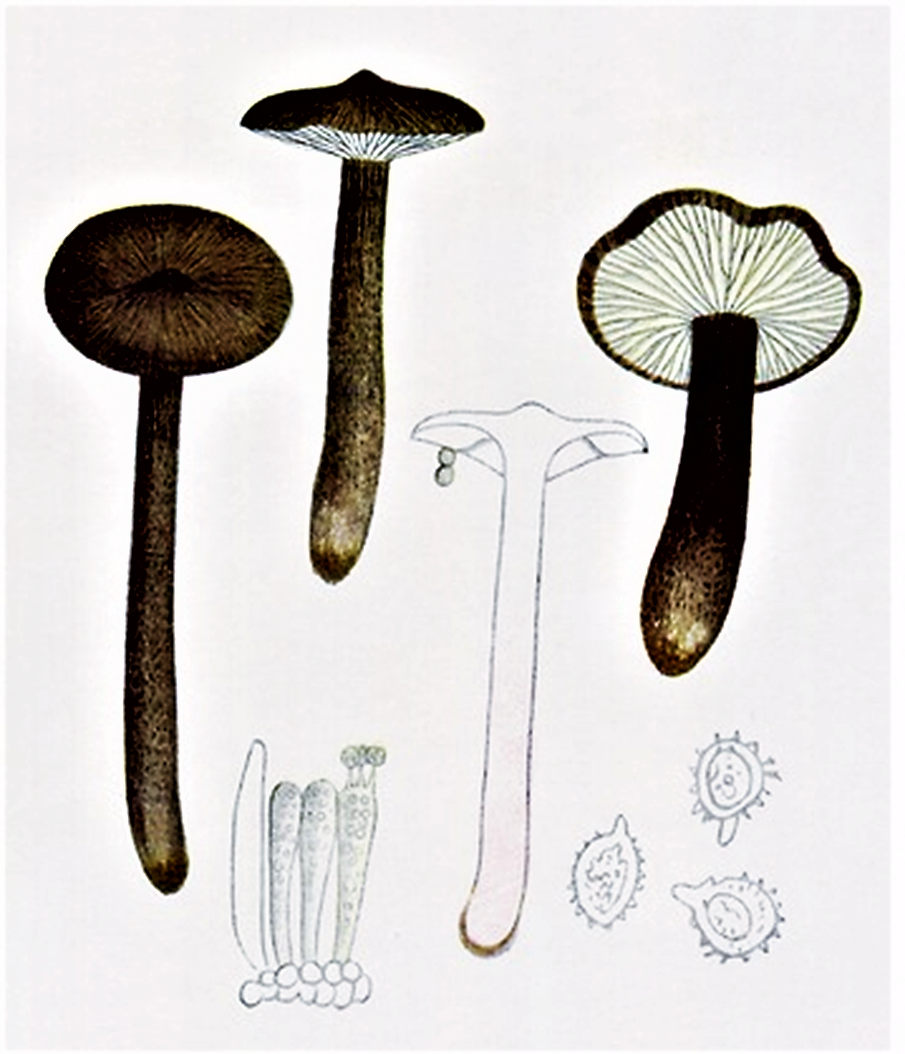